# Mjej Gnuní
Mjej Gnuní (en armeni Մժեժ Ա Գնունին) va ser marzban d'Armènia de l'any 518 fins al 548. Pertanyia a la família de nakharark dels Gnuní que tenien el títol hereditari de "Gran cançoner".
En el govern anterior, als voltants dels anys 515 o 516, els huns Sabirs van fer una incursió des del Caucas fins a Armènia i Àsia Menor (fins al Taure), que també va tocar Pèrsia (Mèdia). Els nakharark d'Armènia, en coalició amb les milícies romanes d'Orient, van rebutjar als invasors. Per fer front a aquests atacs el rei de Pèrsia va fer fortificar la ciutat de Pertav (Bardaa) a l'Aghuània, que va prendre el nom de Peroz-Kavadh i que no va conservar molt de temps. Mjej va prendre mesures per evitar una altra incursió i el 527 quan els huns van baixar cap Armènia, els va rebutjar.

## Situació a Armènia
Potser el 522 el rei de Pèrsia va voler imposar el mazdeisme a Ibèria i establir un protectorat a la Còlquida, on el príncep laz Tzates s'havia fet cristià. Els lazis i els ibers van demanar ajut a Constantinoble, que va donar les insígnies reials a Tzates i va accedir a protegir-lo. Reiniciada la guerra entre perses i romans d'Orient el 523, els perses van ocupar Somkhètia, d'on va fugir l'eristavi Gurguèn, que s'havia revoltat perquè es negava a convertir-se al mazdeisme. El 525 hi va haver converses de pau que no van reeixir i el 527 la guerra es va reprendre. Part de la Làzica va ser ocupada pels perses (527) però Gubaz II, fill i successor de Tzates, les va reconquerir amb ajut romà d'Orient l'any 528.

### Partició del regne[2][3]
El rei Còsroes I Anusarvan de Pèrsia, fill i successor de Cobades I, va signar finalment la pau l'any 532, establint una partició de zones d'influència al Caucas: Làzica quedava com a protectorat romà d'Orient, Ibèria protectorat persa, i Armènia mantenia la divisió que s'havia fet l'any 387 amb la Persarmènia com a territori sassànida i l'Armènia occidental sota control romà d'Orient. Precisament aquí el nou emperador Justinià va nomenar governador a son cunyat, el general Sittas, casat amb Comito, la germana gran de Justinià. Sittas va establir una nova forma de govern provincial que l'emperador va confirmar el 18 de març del 536:
- Armènia Primera amb Karin o Erzurum (Teodosiòpolis) fins al Pont oriental incloent Satala, Nicòpolis, Trebisonda i Kerasunte.
- Armènia Segona, amb Capadòcia.
- Armènia Tercera, amb Melitene i algunes viles capadocianes
- Armènia Quarta, amb Martiriòpolis (Mayyafariquin, armeni Neferket) rebatejada Justinianòpolis, incloent Sofene, Anzitene, Balabitene (única regió on encara es va mantenir un nakharar hereditari armeni doncs a la resta van deixar de ser hereditaris i van passar a ser de designació imperial), Astiatene, Sofanene i tota o part de la Khortzene.

Un comte romà d'Orient es va instal·lar a Melitene i també dos dux: un a Justinianòpolis i un Kitarison (a l'Astianene). El govern militar es va adjudicar a un magister militium per Armeniae (càrrec que exercia Sittas) al que més tard va succeir Hamazaspes Mamiconi, membre de la família dels Mamiconis que havia passat al servei dels romans d'Orient, executat però per ordre de l'emperador (circa el 540) sota l'acusació de col·laborar amb els perses. El governador de l'Armènia Quarta el va substituir però el país es va revoltar i el va matar, potser el 541. Sittas va tornar a governar però va morir en combat l'any 542, i el seu successor Buzes no va ser acceptat. Els armenis van demanar ajut al rei de Pèrsia Còsroes I Anusarvan, cosa que va provocar altre cop la guerra oberta.
Els romans d'Orient des de Làzica s'havien estès cap Abkhazètia (Abkhàzia) i part d'Imerècia (els abkhazos s'havien fet cristians als voltants de l'any 529. Havien construït fortaleses a Sebastòpolis (Sukhumi), Pitiunt i Petra (a Gúria). Còsroes va ocupar Petra el 541, ciutat que va retenir durant deu anys. El 543 el nakharar Narses Camsaracà es va revoltar esperant ajut romà d'Orient, però va ser derrotat a Ingilena, no gaire lluny de Dvin, i els romans d'Orient no van intervenir.
A Mjej el va succeir el 548 Gushnasp-Vahram.